# کالیش
کالیش () (به لهستانی: Kalisz) (به آلمانی: Kalisch) یکی از شهرهای مرکزی لهستان و مرکز اداری منطقه‌است. جمعیت این شهر در ژوئن سال ۲۰۰۹ بالغ بر ۱۰۶٬۸۲۹ نفر بوده‌است.